# Þórarinn Eymundsson
Þórarinn Eymundsson (genannt Tóti, * 19. Januar 1977) ist ein isländischer Reiter und Pferdezüchter. Er war 2007 Weltmeister in Disziplinen des Islandpferdereitens und arbeitet als Hochschullehrer an der Hochschule Hólar.

## Sportliche Karriere
Þórarinn Eymundsson nahm als Reiter und Züchter an mehreren Weltmeisterschaften der Internationalen Föderation der Islandpferde-Vereine FEIF im Islandpferdereiten teil. Im Jahr 2007 wurde er mit seinem Hengst Kraftur frá Bringu Weltmeister in den Disziplinen Fünfgang, in der Prüfungen in den Gangarten Schritt, Tölt, Trab, Galopp und Rennpass abgelegt werden müssen, und Fünfgang Kombination, einer gemeinsamen Wertung der Fünfgangprüfungen und der Einzelprüfungen von Tölt und Rennpass.
Die Vorbereitung Þórarinns auf die Weltmeisterschaft 2007 und seine Teilnahme daran zeigt der Dokumentarfilm Kraftur: The last ride.

## Beruf
Þórarinn ist seit 2002 an der Fakultät für Pferdezucht der Hochschule Hólar beschäftigt und arbeitet dort als Assistenzprofessor. Er unterrichtet Reiten, Reitlehre und die Ausbildung und Prüfung von Zuchtpferden.